# Мотіш (Селаж)
Мотіш (рум. Motiș) — село у повіті Селаж в Румунії. Адміністративно підпорядковане місту Чеху-Сілванієй.
Село розташоване на відстані 403 км на північний захід від Бухареста, 27 км на північ від Залеу, 80 км на північний захід від Клуж-Напоки.

## Населення
За даними перепису населення 2002 року у селі проживали 756 осіб. Рідною мовою 753 особи (99,6%) назвали румунську.
Національний склад населення села:
| Національність | Кількість осіб | Відсоток |
| -------------- | -------------- | -------- |
| румуни         | 545            | 72,1%    |
| цигани         | 205            | 27,1%    |